# Розпечене Різдво
«Розпечене Різдво» (англ. Christmas Rush) — американський телевізійний фільм-бойовик 2002 року.

## Сюжет
Різдво — одне з найулюбленіших свят для мільйонів людей. Його чекають, до нього готуються, загадують бажання. У чиказького поліцейського Корнеліуса Моргана в переддень свята не було ні бажань, ні надій. Поліцейський департамент вилучив у нього значок, а злочинці відібрали улюблену дружину. Життя втратило сенс. І тільки пристрасна жага помсти не дає опустити руки.

## У ролях
| Актор           | Роль                       |
| --------------- | -------------------------- |
| Дін Кейн        | лейтенант Корнеліус Морган |
| Еріка Еленьяк   | Кетрін «Кет» Морган        |
| Роман Подхора   | Річ Раїнські               |
| Річард Йервуд   | Кід Бласт                  |
| Бернард Браун   | Вейн                       |
| Сантіно Буда    | Саймулус                   |
| Алекс Паунович  | Петрович                   |
| Анджело Царучас | Джойнер                    |
| Ерік Робертс    | Джиммі Скалзетті           |
| Джек Воллес     | Санта                      |
| Ларрі Маннелл   | Ерік Норман                |
| Кріс Бенсон     | Аль Куіглі                 |
| Ротафорд Грей   | Рашид Баклі                |
| Сара Дікінс     | мати Аврори                |
| Джесіка Сміт    | Аврора                     |
| Брук Палссон    | Мелані Морган              |
| Тревор Тоффан   | Генрі Морган               |